# Verderio Superiore
Verderio Superiore är en frazione i kommunen Verderio i provinsen Lecco i regionen Lombardiet i Italien. 
Verderio Superiore upphörde som kommun den 4 februari 2014 och bildade med den tidigare kommunen Verderio Inferiore den nya kommunen Verderio. Den tidigare kommunen hade 2 695 invånare (2013).